# Ricky Steamboat
Richard Blood, znany jako Ricky "The Dragon" oraz Ricky Steamboat (ur. 28 lutego 1953 w West Point w Nowym Jorku) – amerykański wrestler pochodzenia japońskiego. pracuje w federacji World Wrestling Entertainment jako producent rosteru WWE Raw.

## Kariera
Zadebiutował w 1976 w federacji American Wrestling Association. Z federacji AWA przeszedł do Championship Wrestling na Florydzie, a stamtąd do federacji Georgia Championship Wrestling. W latach 1977–1985 walczył w Mid-Atlantic Championship Wrestling, gdzie zdobył dwa razy tytuł Mid-Atlantic television, trzykrotnie tytuł United States Championship i sześciokrotnie tytuł World Tag Team. W 1985 podpisał kontrakt z World Wrestling Federation.
W WWF Blood występował przez kolejne trzy lata. 29 marca 1987, na gali WrestleMania III, zdobył WWF Intercontinental Championship, a 2 czerwca 1987 tytuł mistrza interkontynentalnego. W styczniu 1989 przeszedł do World Championship Wrestling (w miesiąc po powrocie był posiadaczem tytułu NWA World Heavyweight Championship). Latem i jesienią 1991 ponownie walczył w federacji WWF, a w listopadzie 1991 powrócił do federacji World Championship Wrestling. W ciągu pobytu w federacji (do 1994) dwukrotnie zdobył pasy WCW World Tag Team Championship oraz indywidualnie tytuły Television i United States Heavyweight Championships.
Od momentu zakończenia kariery, Blood pojawiał się okazyjnie w różnych federacjach (m.in. był sędzią w federacji Total Nonstop Action Wrestling). Na początku 2005 powrócił do federacji World Wrestling Entertainment, pełniąc funkcję Road Agenta. W październiku 2005 roku na gali WWE Homecoming został dodany do Legend WWE. Jest sędzią na house showach.

## Osiągnięcia
National Wrestling Alliance
- 2x NWA Mid-Atlantic Television Champion
- 3x NWA Mid-Atlantic Tag Team Champion
- 2x NWA United States Heavyweight Champion
- 6x NWA World Tag Team Champion
- NWA Toronto United States Heavyweight Champion
- 2x NWA Mid-Atlantic Heavyweight Champion
- NWA World Heavyweight Champion

Pro Wrestling Illustrated
- PWI Rookie of the Year Award (1977)
- PWI Tag Team of the Year Award, with Paul Jones (1978)
- PWI Editor's Award (1995)
- PWI Match of the Year Awards, versus Randy Savage (1987)
- PWI Match of the Year Awards, versus Ric Flair (1989)

World Championship Wrestling
- 2x WCW World Tag Team Champion
- 2x WCW World Television Champion
- WCW United States Heavyweight Champion

World Wrestling Federation
- WWF Intercontinental Champion

Wrestling Observer Newsletter
- 1983 Tag Team of the Year
- 1987 Match of the Year
- 1989 Match of the Year